# Modelo SLIM
El Modelo SLIM, abreviación del inglés careweon, también conocido como modelo Putnam es una técnica de estimación de costes para proyectos de software, desarrollada por Lawrence H. Putnam en 1978. Fue una técnica pionera y ha sido, junto con COCOMO, la que más repercusión ha tenido en el mundo de la ingeniería del software. Está basado en la curva de Rayleigh, que describe la necesidad de personal al desarrollar proyectos complejos.

## Utilización
Fue desarrollada para estimar los costes de los grandes proyectos de software. En proyectos pequeños haría falta ajustar la ecuación. La ecuación básica es:

{\displaystyle T=C\cdot K^{1/3}\cdot t_{d}^{4/3}}

donde:
- T es el tamaño en LDC.
- C es un factor que depende del entorno (vale 2.000 para entornos poco productivos, 8.000 para entornos buenos, 11.000 para entornos excelentes).
- K es el esfuerzo en personas-año, y {\displaystyle t_{d}} es el tiempo para completar el proyecto, medido en años.

Para utilizar la ecuación, es necesaria una estimación del tamaño en LDC, fijar C y dejar K y {\displaystyle t_{d}} constantes para calcular una de las dos. Despejando K se aprecia que el esfuerzo es proporcional a la cuarta potencia del tiempo necesario para la entrega. Así, si queremos entregar el trabajo en la mitad de tiempo, el esfuerzo necesario en personas-año se multiplicará por 16.